# ماريو هيرنانديز
ماريو هيرنانديز (بالإنجليزية: Mario Hernandez)‏ هو فنان أمريكي، ولد في 1953 في أوكسنارد في الولايات المتحدة.